# Neeti Mohan
Neeti Mohan (nascida em 18 de novembro de 1979), também creditada como Neeti, é uma cantora indiana. Ela foi um dos vencedores do Canal V show Popstars e, como tal, tornou-se um membro do grupo indiano de música pop Aasma com os outros vencedores do show. Ela também estava no programa do canal Star Plus, Música Ka Maha Muqabla, onde fez parte da equipe vencedora Shankar Rockstars liderada por Shankar Mahadevan. Ela é uma regular nos shows ao vivo de A. R. Rahman.
Ela também atuou, como Dharmendra na produção intitulada Socha Na Tha. Neeti entrou como convidada, com os concorrentes e participou em Indian Idol Júnior, 2015.